# اوریک (میزوری)
اوریک (به انگلیسی: Orrick) یک شهر در ایالات متحده آمریکا است که در شهرستان ری، میزوری واقع شده‌است. اوریک ۳٫۴۷ کیلومتر مربع مساحت و ۸۳۷ نفر جمعیت دارد و ۲۲۰ متر بالاتر از سطح دریا واقع شده‌است.